# Lee (Maine)
Lee es un pueblo ubicado en el condado de Penobscot, en el estado estadounidense de Maine. En el Censo de 2010 tenía una población de 922 habitantes. Tiene una población estimada, en 2019, de 736 habitantes.

## Geografía
Lee se encuentra ubicado en las coordenadas 45°22′35″N 68°17′54″O / 45.37639, -68.29833. Según la Oficina del Censo de los Estados Unidos, Lee tiene una superficie total de 102.98 km², de la cual 100.14 km² corresponden a tierra firme y (2.76%) 2.84 km² es agua.

## Demografía
Según el censo de 2010, había 922 personas residiendo en Lee. La densidad de población era de 8,95 hab./km². De los 922 habitantes, Lee estaba compuesto por el 89.91% blancos, el 1.84% eran afroamericanos, el 0.76% eran amerindios, el 6.18% eran asiáticos, el 0% eran isleños del Pacífico, el 0.22% eran de otras razas y el 1.08% pertenecían a dos o más razas. Del total de la población el 0.76% eran hispanos o latinos de cualquier raza.